# William Corbin
William Corbin McGraw (* 22. Januar 1916 in Des Moines, Iowa; † 6. Juni 1999 in Portland, Oregon) war ein amerikanischer Journalist, Kinderbuchautor und Haselnussfarmer.

## Leben
Nach seinem Studium in Englischer Literatur an der Drake University in Iowa und einer kurzen Zeit an der Harvard University arbeitete er ab 1939 als Journalist für den Athens Messenger in Ohio, den Plan Dealer in Cleveland, die Oklahoma City Times in Oklahoma und die Union-Tribune in San Diego. 1940 heiratete er die spätere Kinderbuchautorin Eloise Jarvis McGraw und zog mit ihr ins Willamette Valley im Süden von Portland. Die beiden hatten zwei Kinder. Seine Frau fing 1949 mit dem Schreiben in San Diego an, wo William Corbin McCraw zu der Zeit als Nachrichtenreporter arbeitete.
Er selbst schrieb 1952 mit Deadline seinen ersten Roman, der einem Bildungsroman für junge Erwachsene ähnelte, da er den Reifungsprozess des 18-jährigen Dan Logan beschrieb, der eine Journalistenkarriere bei einer kleinen Tageszeitung beginnt. Um Verwechslungen vorzubeugen, nutzte er seinen zweiten Vornamen als Teil seines Pseudonyms. Seinen eigenen journalistischen Hintergrund nutzte er – wenn auch in etwas geringerem Umfang – in seinem Roman High Road Home † (1953), in dem ein ehemaliger Flüchtling und Jungreporter bei einer landesweiten Suche nach einem Kolumnisten forscht.
Typischer für ihn waren jedoch seine späteren Kinderbücher, in denen sich meist alles um Hunde und Pferde drehte. Ein typisches Beispiel dafür war Smoke (1967), in dem die Versöhnung zwischen einem Jungen und seinem Stiefvater darauf beruht, dass sich beide um einem verhungernden Deutschen Schäferhund kümmern.
Als Journalist und Kinderbuchautor merkte er in einer Besprechung ironisch an, dass männliche Schriftsteller zu seiner Zeit noch immer weibliche Bibliothekarinnen karikierten, um sich für deren indirekte Zensur gegenüber Mark Twains Die Abenteuer des Huckleberry Finn zu revanchieren.
Eloise Jarvis McGraw überlebte ihren Mann um 18 Monate.

## Werke
- Deadline. Coward-McCann, New York 1952.[6]
- High road home. Coward-McCann, New York 1954.
- Golden mare. Illustriert von Pers Crowell. Coward-McCann, New York 1955.
- Pony for keeps. Illustriert von Peter Burchard. Coward-McCann, New York 1958.
  - deutsche Ausgabe: Tipsy, willst du mein Freund sein? Eine Ponygeschichte. Übersetzt von Sonda Heyer. Albert Müller Verlag, Rüschlikon/Stuttgart/Wien 1973, ISBN 3-275-00495-6.
- Horse in the house. Illustriert von Sam Savitt. Coward-McCann, New York 1964.
  - deutsche Ausgabe: Ein Pferd im Haus. Übersetzt von Ursula von Wiese. Albert Müller Verlag, Rüschlikon/Stuttgart/Wien 1968.
- Smoke. Coward-McCann, New York 1967.
  - deutsche Ausgabe: Christoph und sein Hund. Übersetzt von Marga Ruperti. Albert Müller Verlag, Rüschlikon/Stuttgart/Wien 1969.
- The everywhere cat. Illustriert von Consuelo Joerns. Coward-McCann, New York 1970.
- The day Willie wasn’t. Illustriert von Gioia Fiammenghi. Coward McCann & Geoghegan, New York 1971.
- The prettiest gargoyle. Coward, McCann & Geoghegan, New York 1971.
  - deutsche Ausgabe: Das Rätsel von Notre Dame. Übersetzt von Marianne Pietsch. Thienemann, Stuttgart 1974, ISBN 3-522-12080-9.
- The pup with the up-and-down tail. Illustriert von Charles Robinson. Coward, McCann & Geoghegan, New York 1972.
  - deutsche Ausgabe: Supertex der Superhund. Übersetzt von Marianne Pietsch. Illustriert von Ruth von Hagen-Torn. Thienemann, Stuttgart 1975, ISBN 3-522-12230-5.
- A dog worth stealing. Orchard Books, New York 1987, ISBN 0-531-05712-7.
- Me and the end of the world. Simon & Schuster Books for Young Readers, New York 1991, ISBN 0-671-74223-X.

## Auszeichnungen
- 1958: Young Readers Choice Award, verliehen von The Pacific Northwest Library Association für: Golden mare[7]